# Adrien Manglard
Adrien Manglard (Lyon, Reino de Francia, 10 de marzo de 1695 - Roma, 1 de agosto de 1760) fue un pintor francés del siglo XVIII.

## Vida y actividad artística
Adrien Manglard nació el 10 de marzo de 1695 (o 1685) en Lyon, Reino de Francia, como el primogénito de Edmond (llamado "Aimé") Manglard y Catherine Rose du Perrier (o Dupérier). Fue bautizado el 12 de marzo del mismo año en la Iglesia de San Vicente. Su padre también fue pintor. Él era originario de París. Su madre era hija de un librero. Ambos padres de Manglard eran huérfanos de padre. Sus padres se casaron en 1683.
La familia de Manglard sufrió los efectos económicos de la hambruna causada por el clima extremadamente frío de la Pequeña Edad del Hielo, que resultó en los Siete años de hambruna en Escocia y en el notablemente frío Grand Hiver en Francia. La hambruna posterior resultó en 600 000 personas muertas a finales de 1710. En 1707, los dos hermanos de Manglard (Pierre y Daniel) fueron abandonados en el Hôpital de la Charité, un orfanato en Lyon, donde fueron aceptados como délaissés (abandonados).
Manglard estudió con Adriaen van der Cabel en Lyon. Van der Cabel fue un paisajista holandés del Siglo de oro neerlandés, y un alumno de Jan van Goyen, quien (como Manglard) viajó a Roma en su juventud, donde permaneció desde 1656 hasta 1674. Allí, su estilo holandés cayó bajo la influencia de la tradición de la pintura paisajística Romano-Boloñesa. [6] Como estudiante de van der Cabel, Manglard fue influenciado por la pintura de paisaje holandesa del Siglo de oro, así como por el estilo de pintura holandés italianizado típico de la Italia del siglo XVII. Manglard se trasladó más tarde a Aviñón, donde estudió con un monje y pintor cartujo, Joseph Gabriel Imbert.
Manglard se mudó a Roma alrededor de 1715. Vino a Roma simplemente como "turista"; no estaba bajo la protección de la Academia Francesa, que lo recibiría en 1736 como miembro de pleno derecho. En 1722 probablemente ya gozaba de cierto grado de popularidad en Roma. Manglard disfrutó del patrocinio de conocidos comisionados al menos desde mediados de la década de 1720. En la década de 1720 comenzó a trabajar para la Corte Sabauda, a la que envió dos cuadros desde Roma en 1726. El talento de Manglard como pintor de marinas era tan grande que su carrera progresó rápidamente: entre sus clientes de renombre se encontraban Víctor Amadeo II, duque de Saboya y rey de Piamonte, que le compró dos piezas a juego en 1726 (Turín, Galleria Sabauda), y Felipe, Duque de Parma (muerto en 1765). Sólo Felipe encargó a Manglard más de 140 pinturas para decorar sus palacios. Manglard también disfrutó del patrocinio de las familias romanas más importantes, incluidos los Colonna, los Orsini, los Rondani, los Rospigliosi y los Chigi. Para los Chigi pintó con frescos dos habitaciones en el piano nobile del Palazzo Chigi, hoy la residencia oficial del Primer Ministro italiano.
Manglard fue entrenado por un paisajista holandés del Siglo de Oro que había viajado él mismo a Italia. Manglard entró en contacto por primera vez con el estilo de pintura de paisaje holandés del Siglo de Oro, con la debida influencia italiana de Cabel, solo para mudarse a Italia él mismo
a los veinte años y ser influenciado allí por los pintores romanos más conocidos de la época, incluidos los artistas. en el círculo del escultor Pierre Legros (un amigo suyo), como Sebastiano Conca y Gaspar van Wittel. Las pinturas marinas de Manglard combinan "los paisajes clásicos e idealizados de Claude Lorrain con el realismo agudo de los modelos nórdicos".
El alumno más notable de Manglard en Roma fue probablemente Claude Joseph Vernet, que vino de Aviñón. Manglard lo introdujo a la pintura de paisajes marinos con Bernardino Fergioni. Según algunos autores, tanto Vernet como Manglard eclipsaron a su maestro Fergioni. Según los mismos autores, Vernet, a su vez, tenía "una vaguedad y un espíritu superior" a su maestro Manglard, que presentaba un "gusto firme, natural y armonioso" ("... Il suo nome [el nombre de Fergioni] fu dopo non molti anni oscurato da due franzesi, Adriano Manglard, di un gusto sodo, naturale, accordato; e il suo allievo, Giuseppe Vernet, di una vaghezza e di uno spirito superiore al maestro").

## Galería de obras

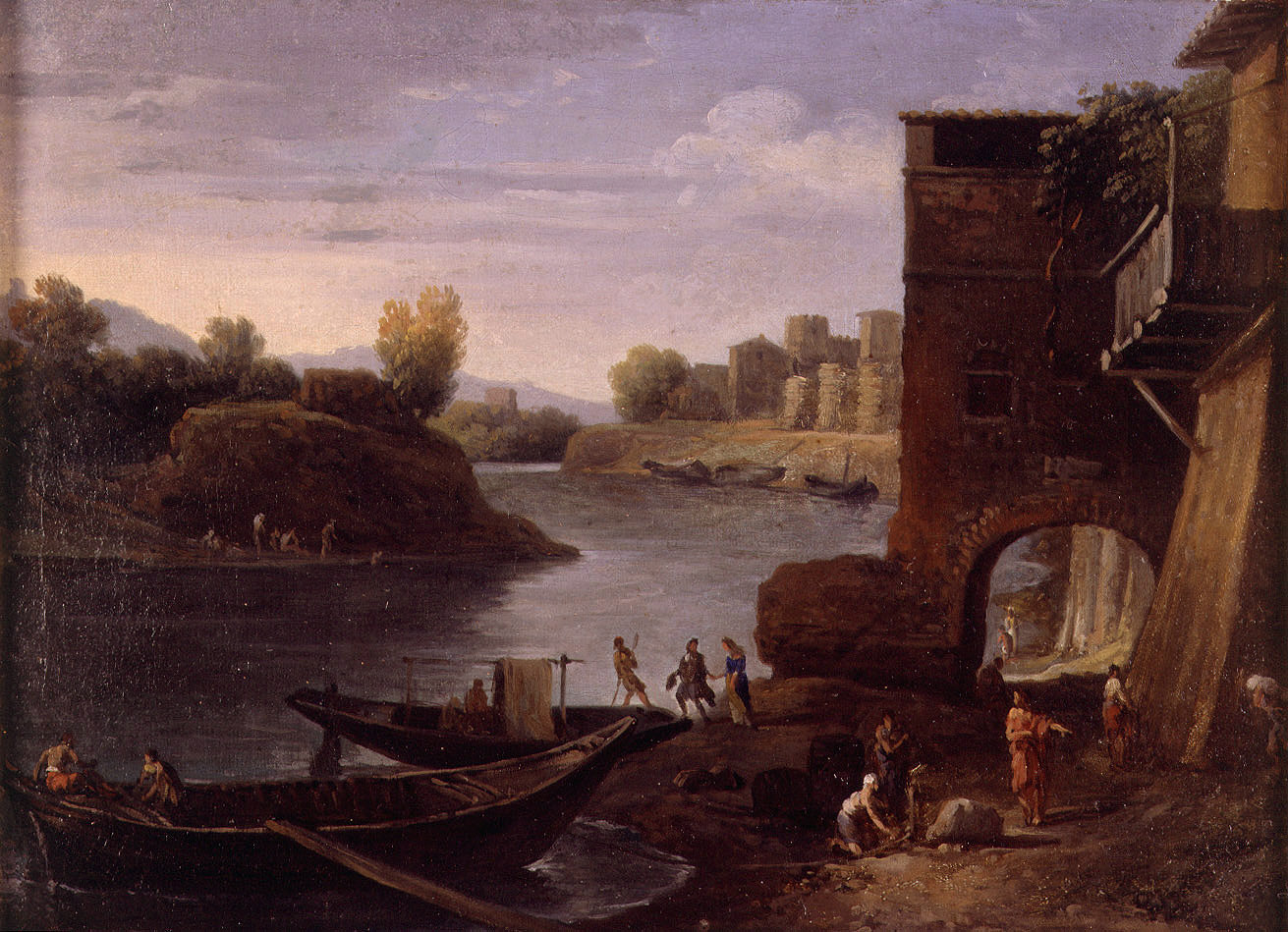
Embarcadero, círculo de Adrien Manglard, Museo de Bellas Artes, Valencia
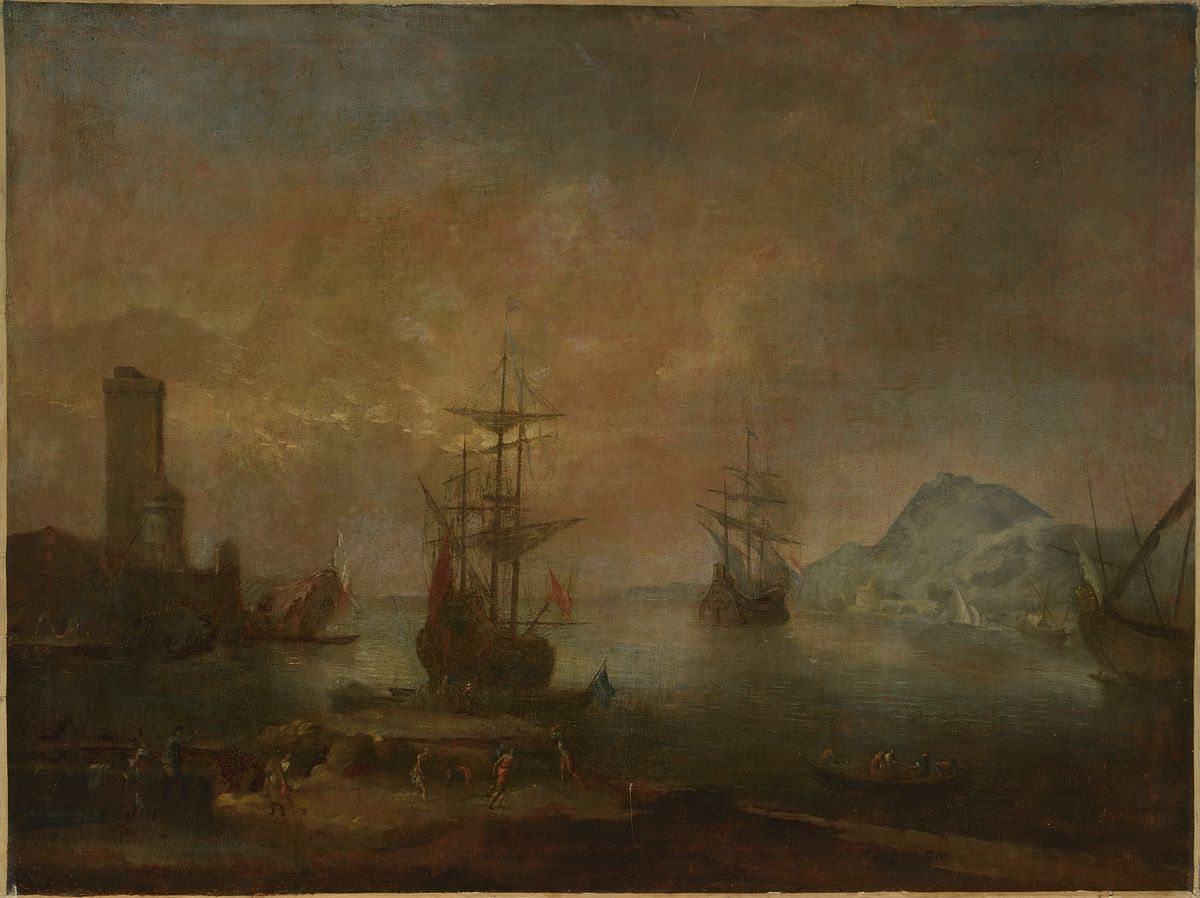
Marina, Musée des Beaux-Arts, Lyon
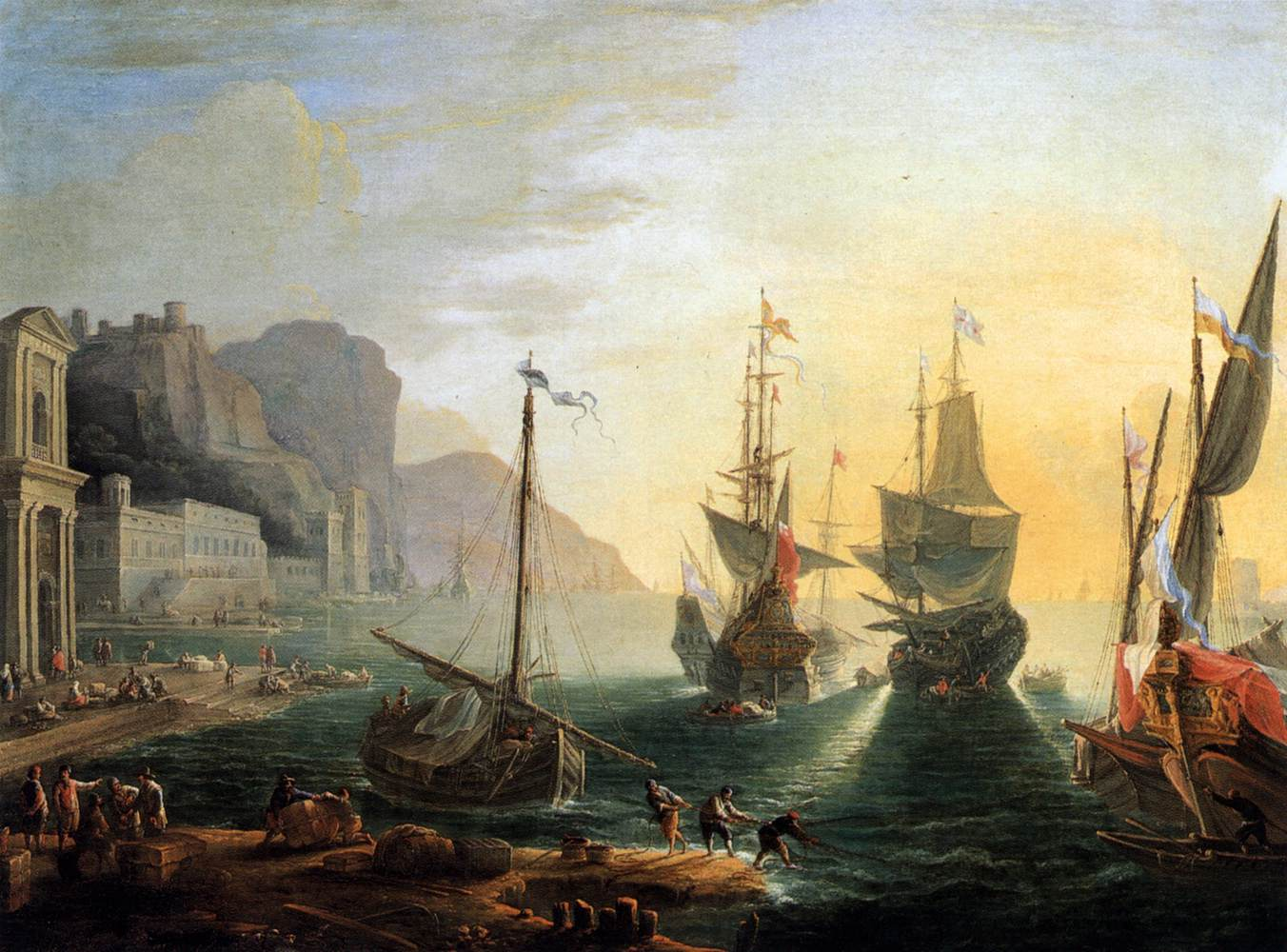
Vista de un puerto sur, Academia de Bellas Artes, Viena
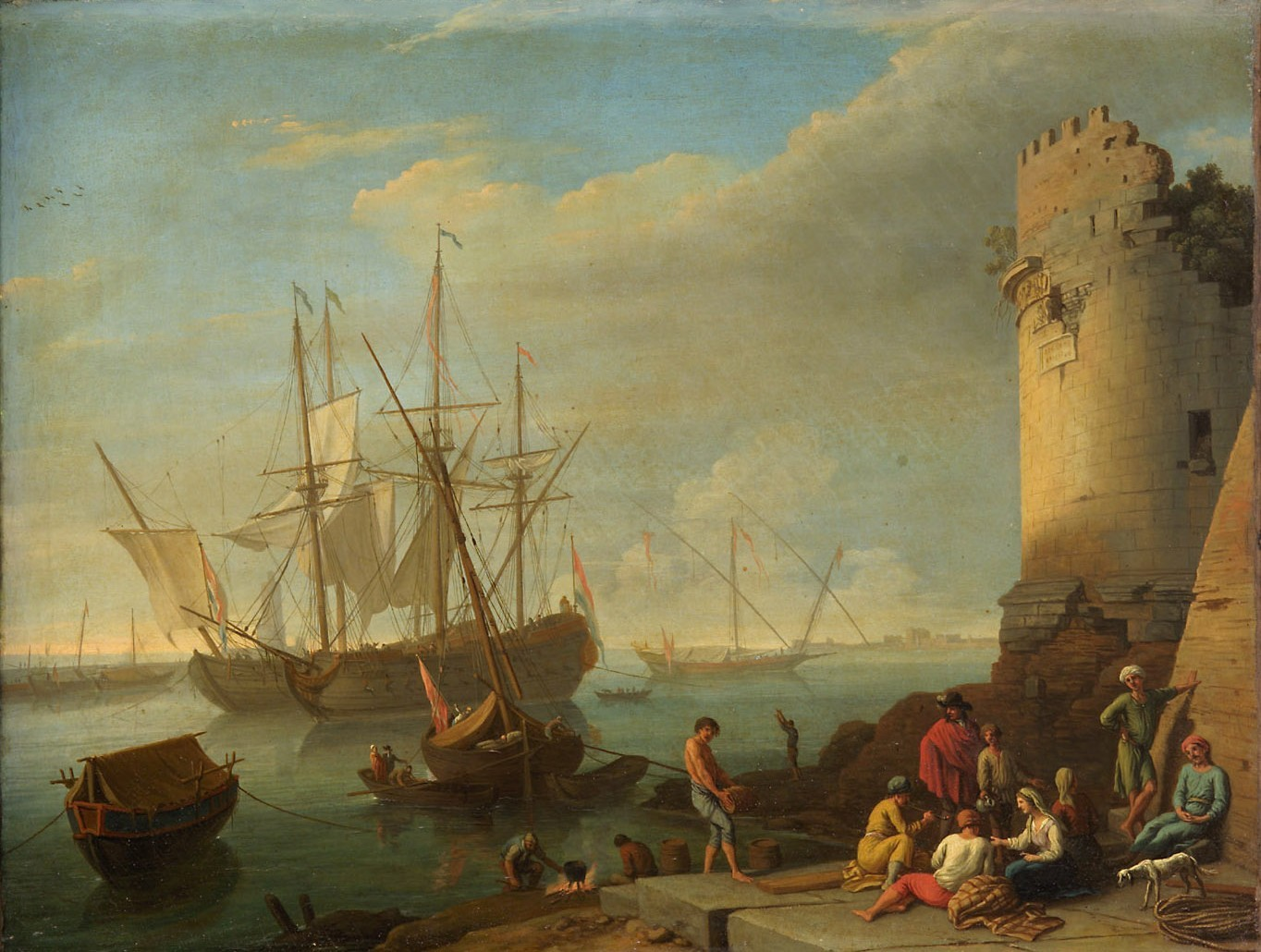
Puerto marítimo, Kunsthistorisches Museum, Viena
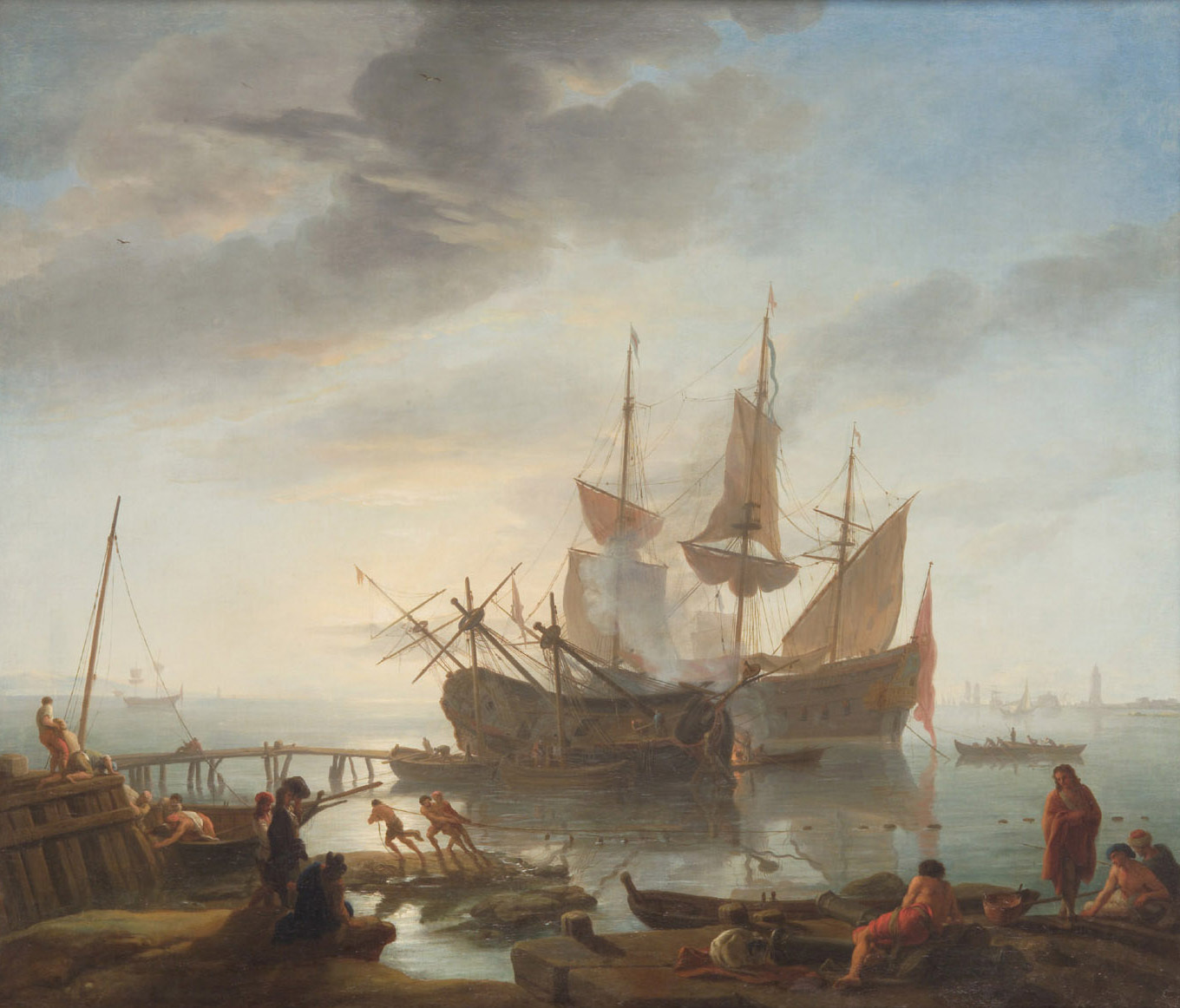
Seestück, Kunsthistorisches Museum, Viena
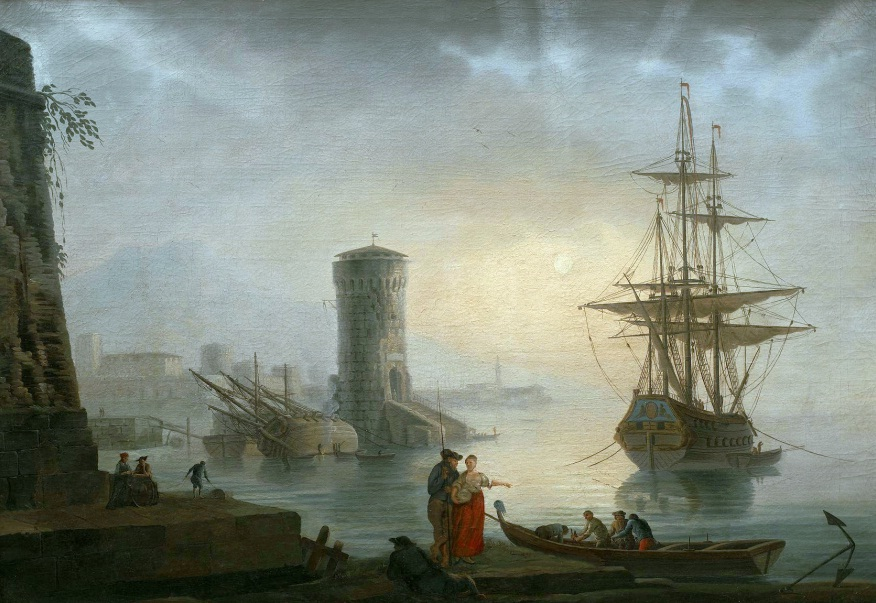
Puerto mediterráneo, Muzeum Pałacu Króla Jana III w Wilanowie, Varsovia
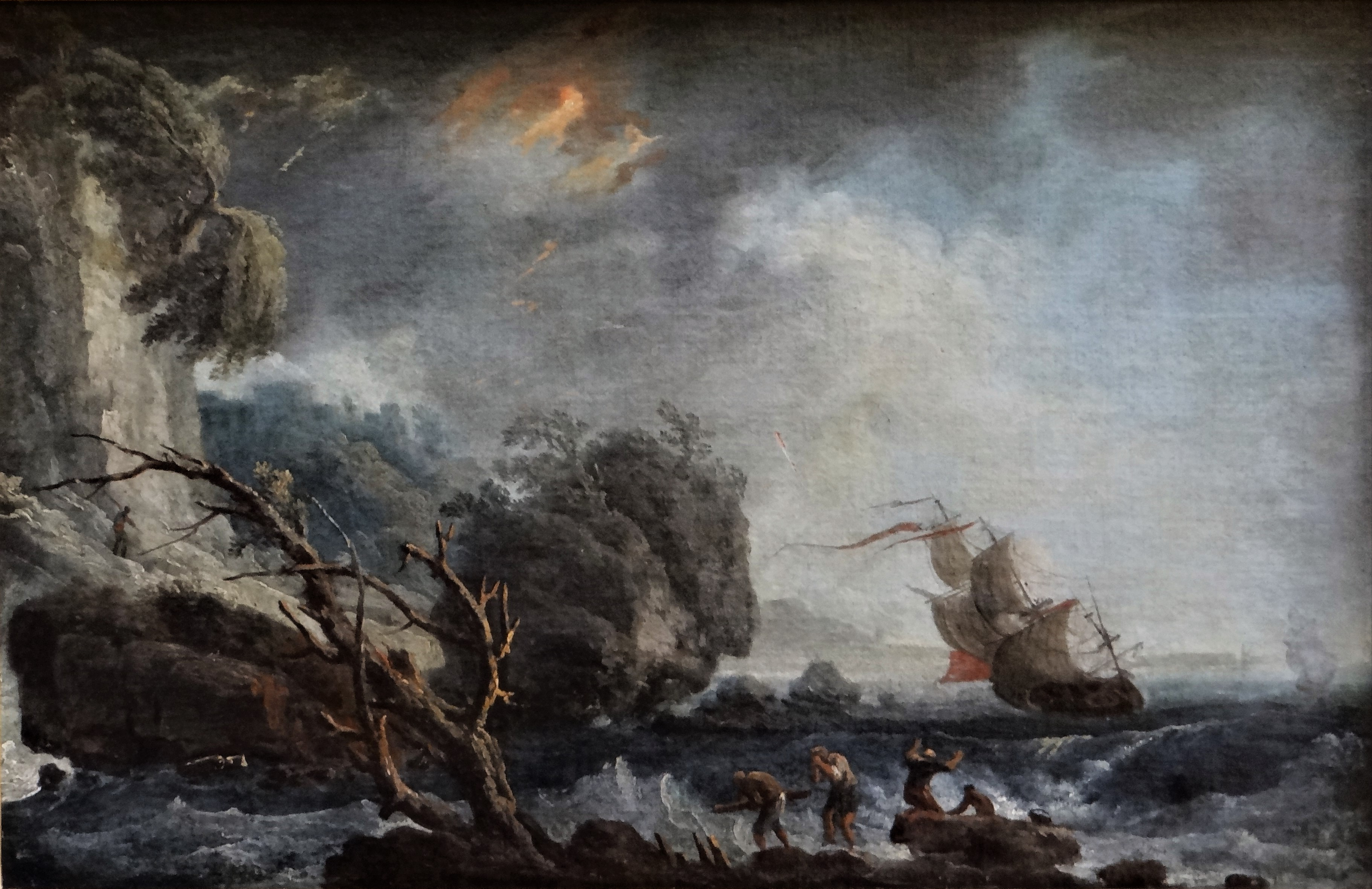
El fin de la tormenta, Musée d'Art et d'Archéologie du Périgord, Périgueux
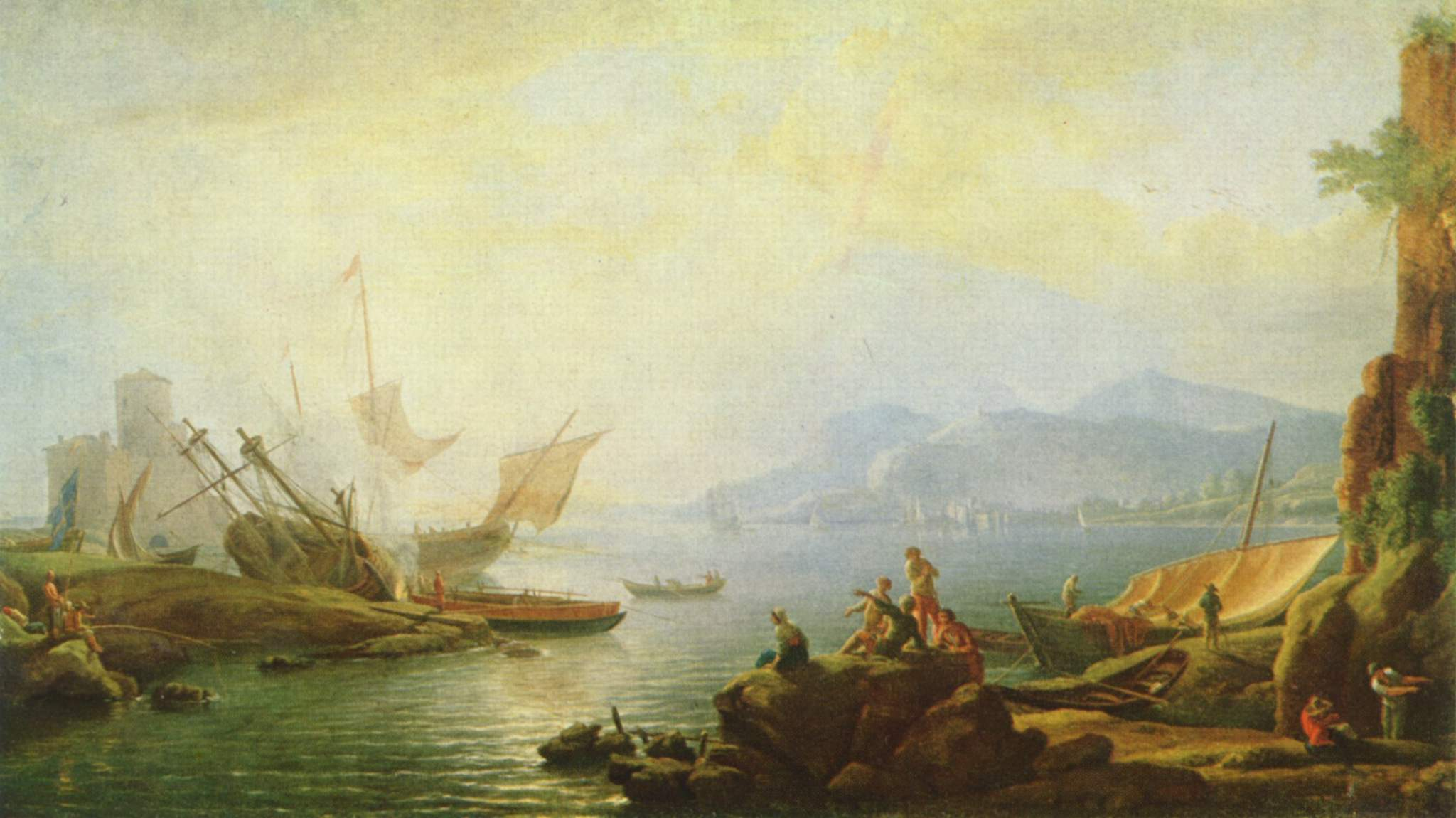
Estuario con puerto, Museo de Bellas Artes, Budapest
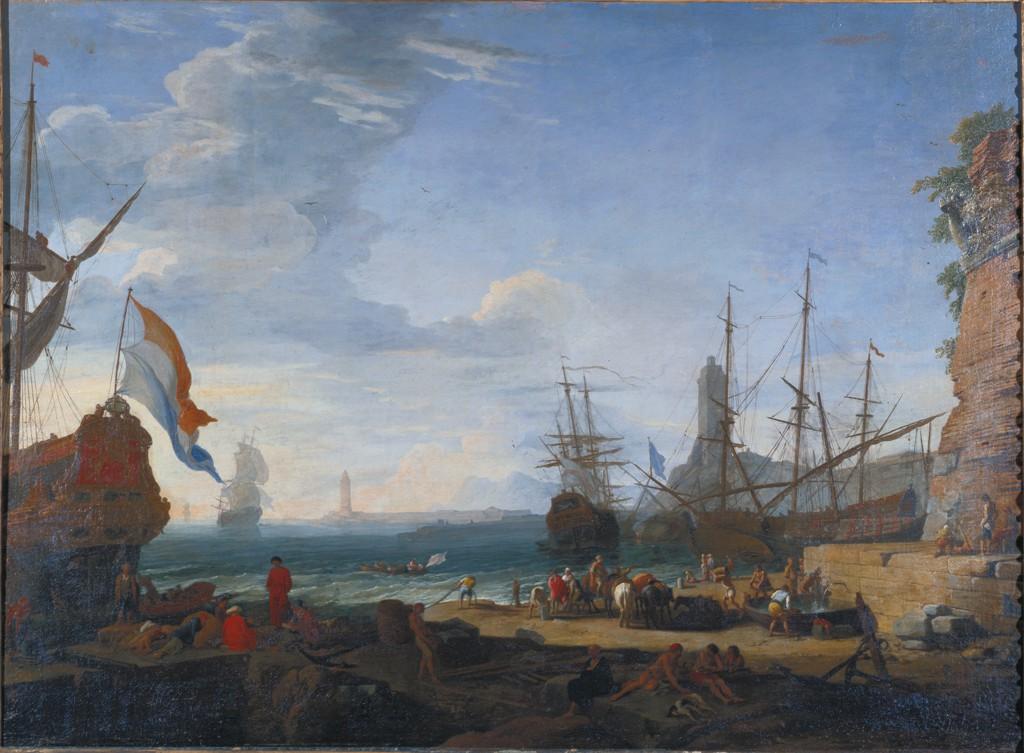
Escena de puerto, Fogg Art Museum, Cambridge (Massachusetts)
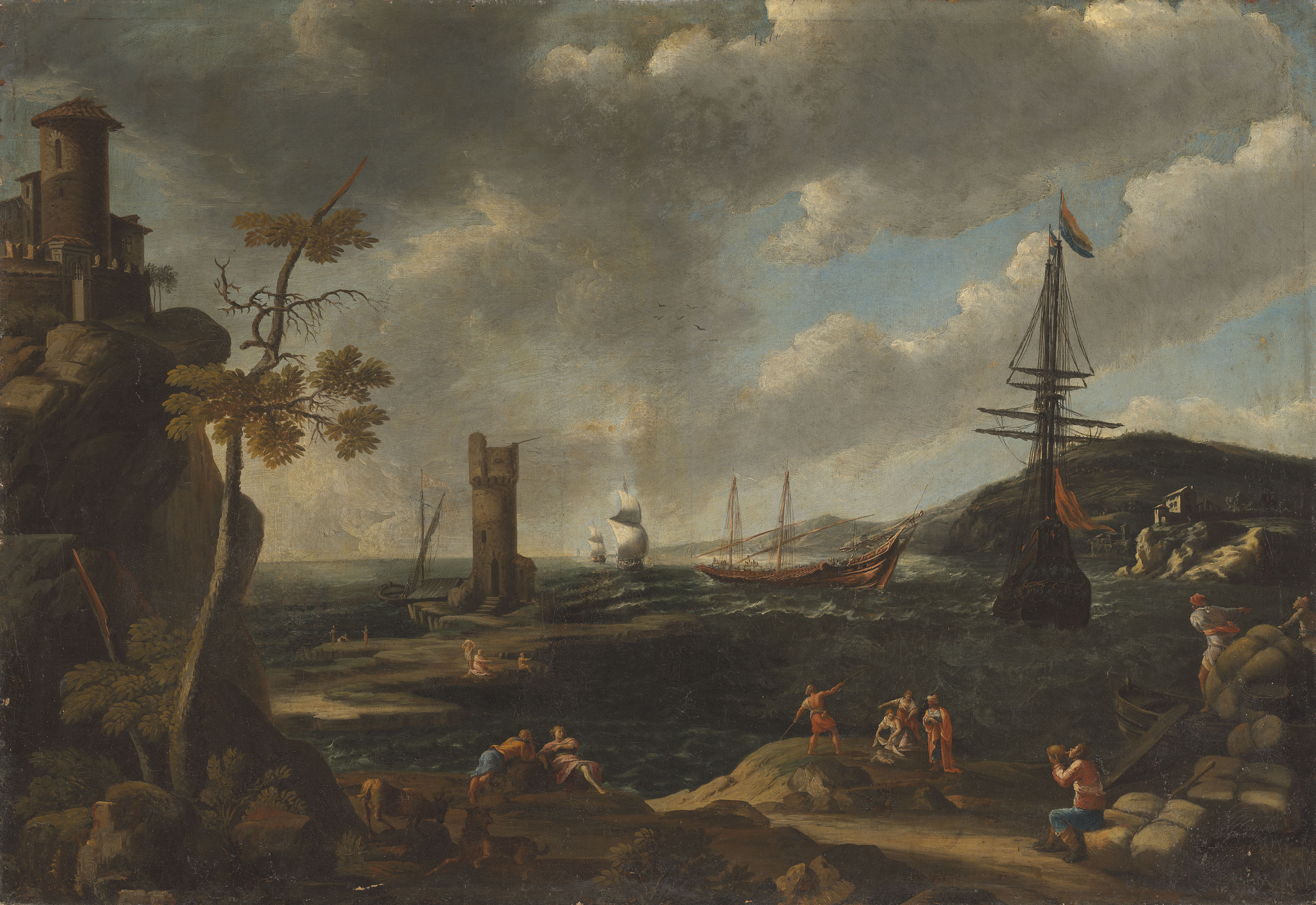
Eine Küstenlandschaft mit Fischern, Colección privada
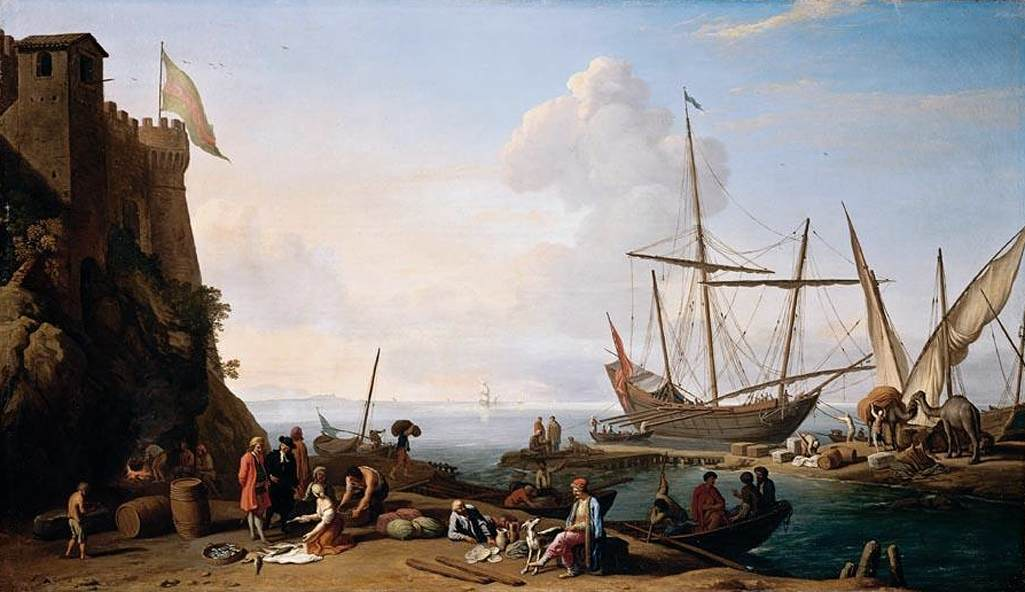
Escena del puerto mediterráneo, Colección privada
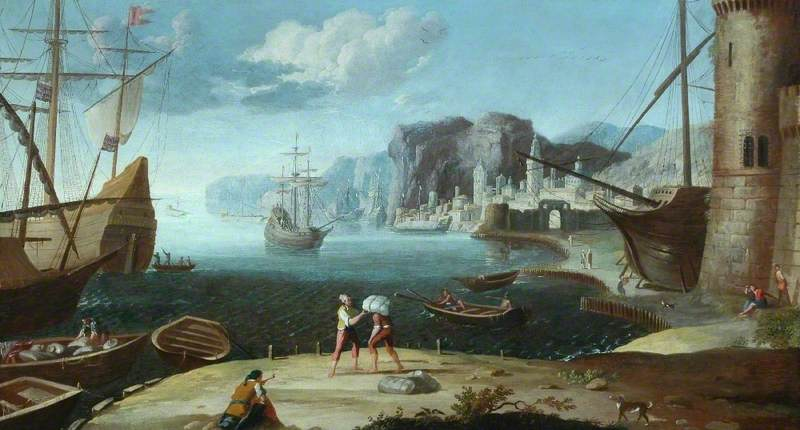
A Seaport on a Rocky Coast, Bowes Museum, Teesdale, Inglaterra
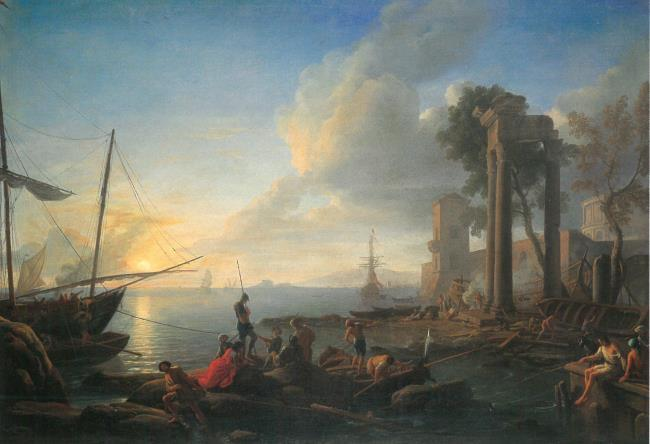
Paisaje costero sur con figuras y barcos en un aterrizaje, Galleria Sabauda, Turin